# Campionati mondiali juniores di bob 2000
I Campionati mondiali juniores di bob 2000, quattordicesima edizione della manifestazione organizzata dalla Federazione Internazionale di Bob e Skeleton, si sono disputati il 25 e il 27 febbraio 2000 a Calgary, in Canada, sulla pista del Canada Olympic Park, il tracciato sul quale si svolsero le competizioni del bob e dello slittino ai Giochi di Calgary 1988. La città dell'Alberta ha quindi ospitato le competizioni mondiali di categoria per la prima volta nel bob a due uomini e nel bob a quattro.

## Risultati

### Bob a due uomini
La gara si è disputata il 25 febbraio 2000 nell'arco di due manches ed hanno preso parte alla competizione 16 compagini in rappresentanza di 7 differenti nazioni.
| Pos. | Atleti                            | Nazione    | Tempo   | Distacco |
| ---- | --------------------------------- | ---------- | ------- | -------- |
|      | Martin Annen Beat Hefti           | Svizzera-1 | 1:52.65 |          |
|      | Ruben Feisthauer Franz Sagmeister | Germania-2 | 1:53.11 | +0.46    |
|      | Matthias Höpfner René Hoppe       | Germania-1 | 1:53.35 | +0.68    |
| 4    | Reto Rüegg Christian Aebli        | Svizzera-2 | 1:53.37 | +0.70    |
| 5    | Brian Zarsky Ahmed Marshall       | Canada-1   | 1:53.42 | +0.75    |
| ...  | ...                               | ...        | ...     | ...      |

### Bob a quattro
La gara si è disputata il 27 febbraio 2000 nell'arco di due manches ed hanno preso parte alla competizione 11 compagini in rappresentanza di 6 differenti nazioni.
| Pos. | Atleti                                                          | Nazione    | Tempo   | Distacco |
| ---- | --------------------------------------------------------------- | ---------- | ------- | -------- |
|      | Martin Annen Daniel Schmid Beat Hefti Silvio Schaufelberger     | Svizzera-1 | 1:50.16 |          |
|      | Ruben Feisthauer Silvio Kästner Ronny Listner Jan Landschreiber | Germania-2 | 1:50.47 | +0.31    |
|      | Matthias Höpfner Franz Sagmeister Marc Kühne Daniel Gärtner     | Germania-1 | 1:50.71 | +0.55    |
| 4    | Reto Rüegg Stefan Keller Bruno Aeberhard Elmar Schaufelberger   | Svizzera-2 | 1:51.05 | +0.89    |
| 5    | Evgenij Popov nd                                                | Russia-1   | 1:51:51 | +1.35    |
| ...  | ...                                                             | ...        | ...     | ...      |

## Medagliere
| Posizione | Nazione  | Oro | Argento | Bronzo | Totale |
| --------- | -------- | --- | ------- | ------ | ------ |
| 1         | Svizzera | 2   | 0       | 0      | 2      |
| 2         | Germania | 0   | 2       | 2      | 4      |
| Totale    | Totale   | 2   | 2       | 2      | 6      |